# Ange ou Démon (film, 1991)
Pour les articles homonymes, voir Ange ou Démon.
Pour plus de détails, voir Fiche technique et Distribution.
Ange ou Démon (Un piede in paradiso en italien, Speaking of the Devil en anglais) est un film italo-américain réalisé par Enzo Barboni (crédité : E.B. Clucher) et sorti en 1991.

## Synopsis
Bull Webster est un chauffeur de taxi sans le sou dont la petite entreprise va être absorbée par une grande société concurrente. Par chance, il gagne à la loterie 150 millions de dollars. Ce gain est connu par avance aussi bien en Enfer qu'au Paradis, qui se dépêchent d'envoyer chacun un émissaire, une diablesse et un ange, ayant pour mission de mener Bull la première sur la mauvaise route et le second sur le bon chemin. Néanmoins, aucun des deux n'aura gain de cause car c'est Bull Webster lui-même qui convainc les deux agents de l'au-delà de partir à la recherche du billet perdu. Ainsi, aussi bien la diablesse que l'ange perdent leurs pouvoirs surnaturels et deviennent de communs mortels travaillant pour Bull qui, grâce à l'argent de la loterie, transforme sa compagnie en grosse société de transport de limousines.

## Fiche technique
- Titre français : Ange ou Démon
- Titre original :  Un piede in paradiso
- Réalisation : Enzo Barboni (crédité : E.B. Clucher)
- Scénario : Marco Tullio Barboni
- Sujet : Marco Tullio Barboni, Giuseppe Pedersoli
- Photographie : Alfio Contini
- Musique : Giancarlo Bigazzi
- Montage : Eugenio Alabiso
- Maisons de production : Silvio Berlusconi Communications
- Pays d'origine :  Italie
- Langue : italien, anglais
- Genre : Comédie, action, fantastique
- Durée : 95 minutes
- Dates de sortie :
  - Italie : 1991
  - France : 16 février 1994

## Distribution
- Bud Spencer : John Bull Webster
- Carol Alt : Veronica Flame
- Thierry Lhermitte : Victor
- Jean Sorel : Fratello Maggiore
- Ian Bannen : Lucifer